# Sapho ciliata
Sapho ciliata – gatunek ważki z rodziny świteziankowatych (Calopterygidae).